# Midlothian (hrabstwo historyczne)
Midlothian (także Edinburghshire, gael. Lodainn Mheadhanach) – hrabstwo historyczne w południowo-wschodniej Szkocji, obejmujące środkową część krainy historycznej Lothian, z ośrodkiem administracyjnym w Edynburgu.
Hrabstwo położone było nad Morzem Północnym, na południowym wybrzeżu zatoki Firth of Forth. Długość linii brzegowej wynosiła niecałe 20 km. Teren nizinny w części nadmorskiej, na południu wyżynny (na południowym zachodzie wzgórza Pentland Hills, na południowym wschodzie – Moorfoot Hills). Głównymi rzekami przepływającymi przez teren hrabstwa były: North Esk, South Esk, Water of Leith oraz Almond. Hrabstwo graniczyło z East Lothian (Haddingtonshire) na wschodzie, Berwickshire, Roxburghshire i Selkirkshire na południowym wschodzie, Peeblesshire na południu, Lanarkshire na południowym zachodzie i West Lothian (Linlithgowshire) na zachodzie.
Największym miastem był Edynburg, w latach 90. XIX wieku wydzielony z hrabstwa i ustanowiony miastem na prawach hrabstwa. Innymi znaczącymi ośrodkami miejskimi były Leith, Musselburgh, Portobello, Dalkeith, Penicuik, Loanhead oraz Addiewell. Powierzchnia hrabstwa w 1887 roku wynosiła 938 km², w 1951 roku – 817 km² (1,0% terytorium Szkocji). Liczba ludności w 1887 roku – 389 164, w 1951 roku – 98 974 (1,9% całkowitej populacji Szkocji).
Hrabstwo zlikwidowane zostało w wyniku reformy administracyjnej w 1974 roku, włączone do nowo utworzonego regionu Lothian (fragment znalazł się w granicach regionu Borders). Od 1996 roku teren hrabstwa znajduje się w granicach jednostek administracyjnych (council area) Midlothian (ta zajmuje obszar dużo mniejszy od historycznego hrabstwa), Edynburg, East Lothian, West Lothian oraz Scottish Borders.